# Hannes Ineichen
Johann «Hannes» Ineichen (* 16. Juli 1933 in Abtwil) ist ein Schweizer Architekt und Herausgeber.

## Werdegang
Ineichen absolvierte 1955 eine Bauzeichnerlehre bei Josef Oswald in Muri und arbeitete nach Reisen in Europa ein Jahr bei Ernst Gisel in Zürich. Auf dessen Empfehlung hin verzichtete Hannes Ineichen auf ein Architekturstudium. In den Jahren 1958 bis 1960 arbeitete er als Mitarbeiter im Zweigbüro der Architekten Richner, Bachmann + Wyder in Muri. Nach dem Besuch der Sommerakademie bei Roland Rainer in Salzburg gründete er 1967 sein eigenes Architekturbüro in Luzern. Zwischen 1970 und 1973 realisierte Ineichen in einer Kollektivgesellschaft mit Otti Gmür und Werner Wildi vorwiegend Wohnungs- und Schulbauten und restaurierte Altstadtgebäude und Plätze.
Hannes Ineichen ist der Vater des Schweizer Regisseurs Tobias Ineichen.
Ineichen wurde 1976 in den Bund Schweizer Architekten berufen und ist Mitglied des Schweizerischer Ingenieur- und Architektenvereins.
Hannes Ineichen ist Initiant und Herausgeber  der Reihe Monografien Schweizer Architekten und Architektinnen im Niggli-Verlag, u. a. über Esther und Rudolf Guyer, Manuel Pauli, Hans + Gret Reinhard, Beate Schnitte, Robert Obrist, Hans Peter Ammann + Peter Baumann und Claude Paillard.

## Bauten
- 1976–1978: Schulhaus Höfli, Meierskappel
- 1981–1983: Reihenhäuser, Luzern[1]
- 1984–1986: Mehrfamilienhaus, Kriens[2]
- 1986–1988: Erweiterung des Schulhauses Höfli, Meierskappel
- 1988: Bushaltestelle Schwanenplatz, Luzern
- 1994: Wohnüberbauung, Strengelbach
- 1995: Platzgestaltung am Obertor, Sursee mit Peter Affentranger und Anton Egloff
- 1995: Eidgenössische Versicherungsgericht, Luzern

## Auszeichnungen und Preise
Auszeichnung guter Bauten der Stadt Luzern
- 1985: Reihenhäuser, Luzern
- 1988: Bushaltestelle Schwanenplatz, Luzern

Auszeichnung guter Bauten im Kanton Luzern
- Schulhaus Höfli, Meierskappel
- 1995: Mehrfamilienhaus, Kriens
- 1999: Platzgestaltung Altstadtplätze, Sursee

## Herausgegebene Bücher
- mit Tomaso Zanoni (Hrsg.): Luzerner Architekten. Architektur und Städtebau im Kanton Luzern 1920–1960. Verlag Werk AG, Zürich/Bern 1985
- Manuel Pauli. Bauten und Projekte 1956–1983. Stadtarchitekt von Luzern 1983–1995. Niggli-Verlag, Luzern 2001
- Robert Obrist. Bauten, Projekte und Planungen 1962-2002. Verlag Niggli, Sulgen 2002
- Rudolf + Esther Guyer. Bauten und Projekte 1953–2001. Verlag Niggli, Sulgen 2003 mit Beiträgen von Ernst Mühlemann, Claudio Affolter und Adrian Meyer
- Claude Paillard. Bauten und Projekte 1946–1997. Niggli-Verlag, Sulgen 2003
- Rolf G. Otto. Bauten und Projekte 1952–1993. Niggli-Verlag, Sulgen 2003, ISBN 3-7212-0483-2
- Peter Stutz. Bauten und Projekte 1960–2003. Peter Stutz Markus Bolt ab 1985. Niggli-Verlag, Sulgen 2003
- Hans U. Gübelin. Bauten und Projekte 1950 1991. Niggli-Verlag, Sulgen 2003
- Hans Peter Ammann. Bauten und Projekte 1960–2001. Niggli-Verlag, Sulgen 2004
- Hans Peter Ammann und Peter Baumann, Zug und Luzern, 1964–1996. Niggli-Verlag, Sulgen 2004
- Beate Schnitte. Bauten und Projekte 1955–2005. Niggli-Verlag, Sulgen 2005
- Rudolf Meyer. Bauten und Projekte 1951–2001. Niggli-Verlag, Sulgen 2005
- Max Ziegler. Bauten und Projekte 1946 - 1982. Niggli-Verlag, Sulgen 2006
- Hans + Gret Reinhard. Bauten und Projekte 1942–1986. Niggli-Verlag, Sulgen 2007
- Herbert Oberholzer. Bauten und Projekte 1963–2007. Niggli-Verlag, Sulgen 2008